# Papoea-epaulethaai
De papoeaepaulethaai (Hemiscyllium hallstromi) is een vis uit de familie van epaulethaaien en bamboehaaien (Hemiscylliidae), orde bakerhaaien (Orectolobiformes), die voorkomt in het westen van de Grote Oceaan, vooral rondom Papoea-Nieuw-Guinea. De vis is ovipaar en kan een maximale lengte bereiken van 75 cm.